# Prads-Haute-Bléone
Prads-Haute-Bléone ist eine französische Gemeinde mit 174 Einwohnern (Stand 1. Januar 2022) im Département Alpes-de-Haute-Provence in der Region Provence-Alpes-Côte d’Azur. Sie gehört zum Kanton Seyne im Arrondissement Digne-les-Bains. Die Bewohner nennen sich Pradins.
Die heutige Gemeinde entstand durch den Zusammenschluss der älteren Ortschaften Prads und Mariaud im Jahr 1973 und deren Fusion mit Blégiers 1977.

## Geographie
Die Gemeinde grenzt im Norden an Méolans-Revel, im Nordosten an Allos, im Osten an Villars-Colmars, im Südosten an Thorame-Basse, im Süden an Draix, im Südwesten an La Javie, im Westen an Beaujeu und im Nordwesten an Le Vernet.
Rund 7.500 Hektar der Gemeindegemarkung sind bewaldet.

### Erhebungen
- Tête de l’Estrop
- Tête Noir
- Le Caduc
- Col de Talon

### Gewässer
In der Gemeinde Prads-Haute-Bléone entspringt der Fluss Bléone, ein Nebenfluss der Durance.

## Bevölkerungsentwicklung
| Jahr      | 1962 | 1968 | 1975 | 1982 | 1990 | 1999 | 2007 | 2012 |
| --------- | ---- | ---- | ---- | ---- | ---- | ---- | ---- | ---- |
| Einwohner | 105  | 111  | 119  | 151  | 180  | 145  | 170  | 186  |

## Sprache
Die Gemeinde liegt im Sprachgebiet der alten nordokzitanischen Sprache Vivaro-Alpinisch.

## Germanwings-Absturz März 2015
Auf dem Germanwings-Flug 9525 stürzte am 24. März 2015 im Gebiet der Gemeinde der Airbus A320 mit dem Luftfahrzeugkennzeichen D-AIPX ab. Der Kopilot Andreas Lubitz hatte beschlossen, Pilotensuizid zu begehen und steuerte die Maschine in das Massif des Trois-Évêchés. Alle 150 Personen an Bord kamen ums Leben.

## Kirchenbauten
- Notre-Dame de Beauvezer de Champourçin
- Notre-Dame de Blégiers
- Saint-Étienne de Mariaud
- Saint-Jean-Baptiste de Chanolles
- Saint-Laurent de Chavailles
- Sainte-Anne

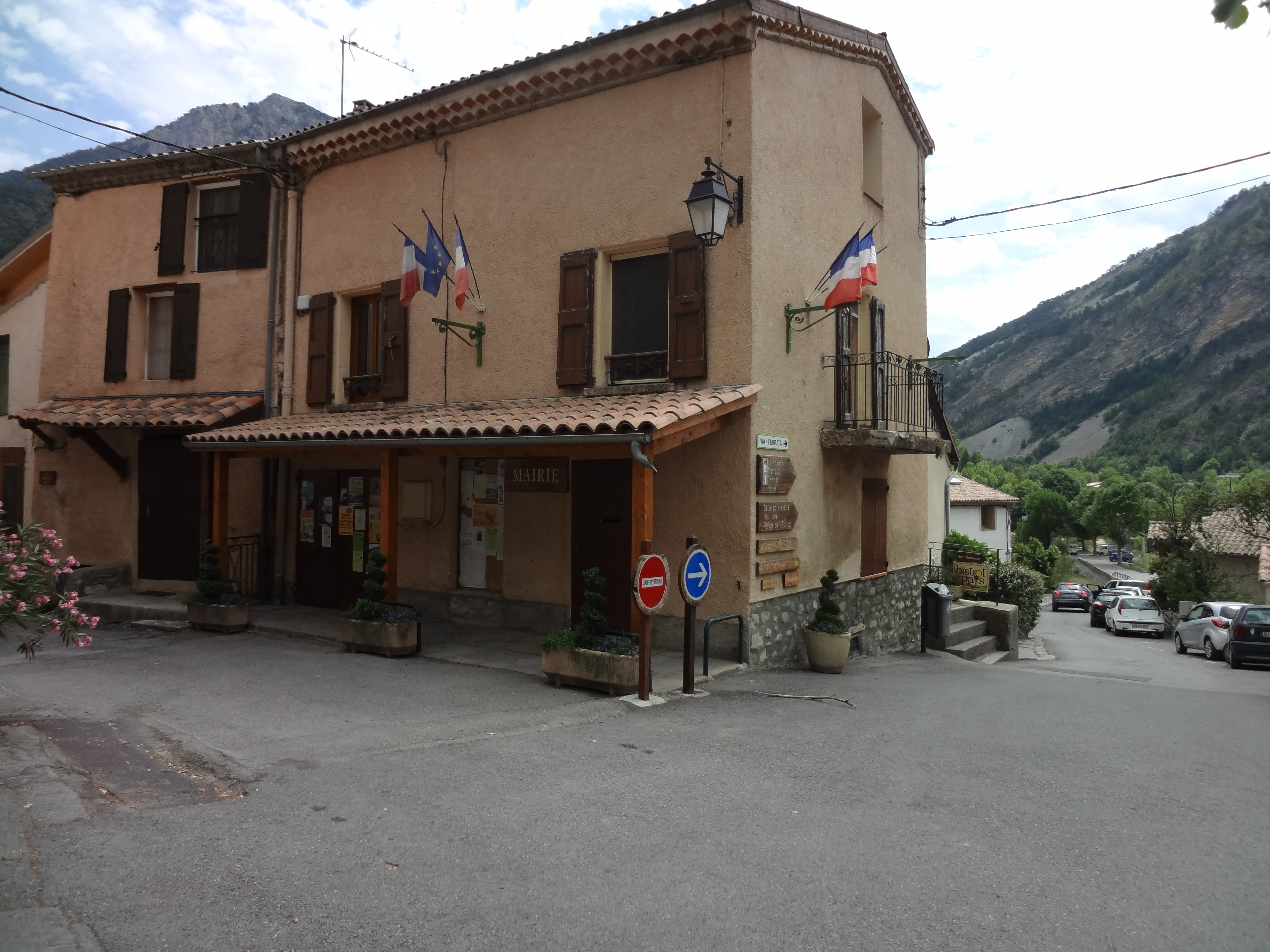
Die Mairie
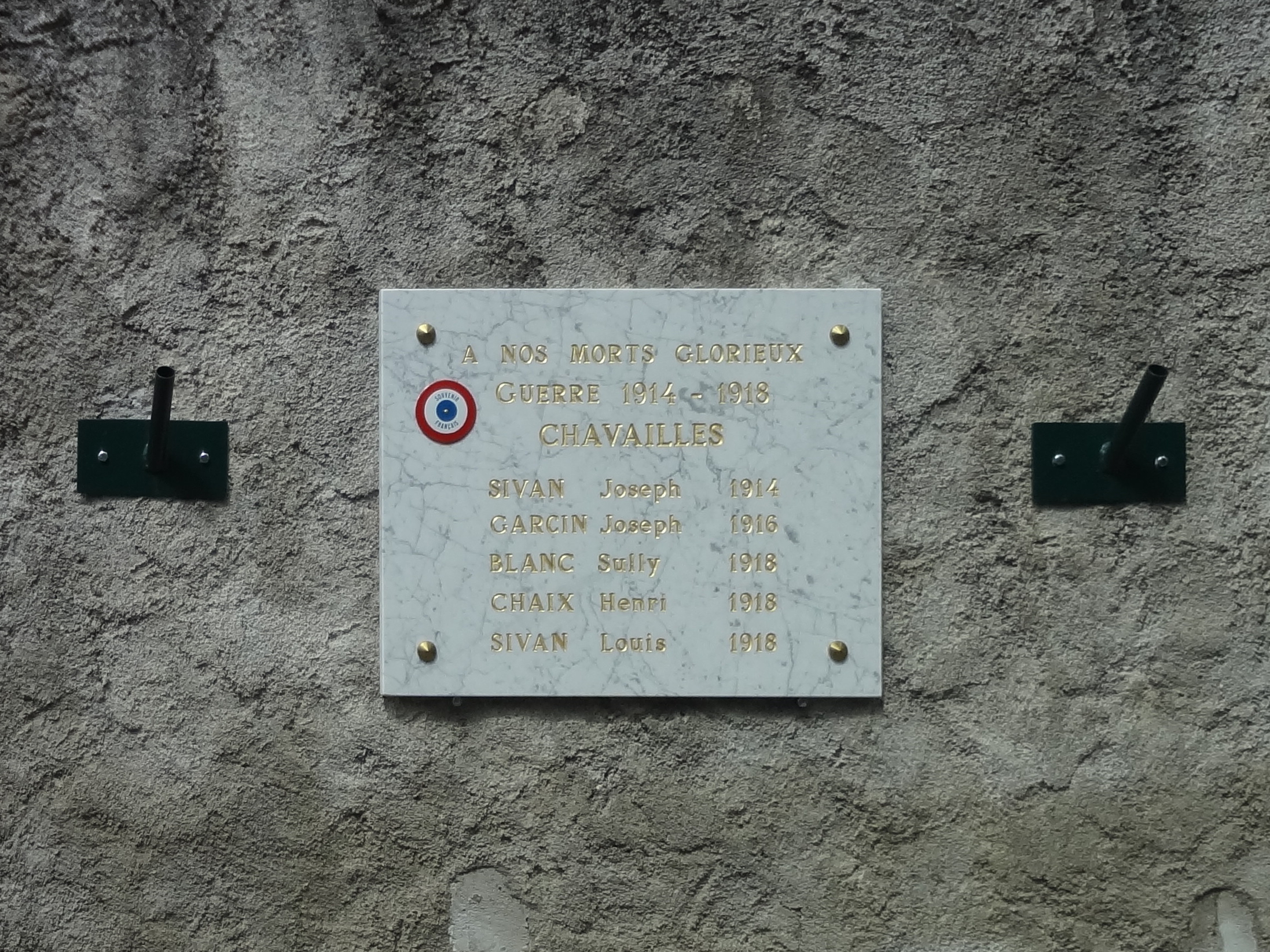
Gedenktafel für die im Ersten Weltkrieg gefallenen Opfer in Chavailles
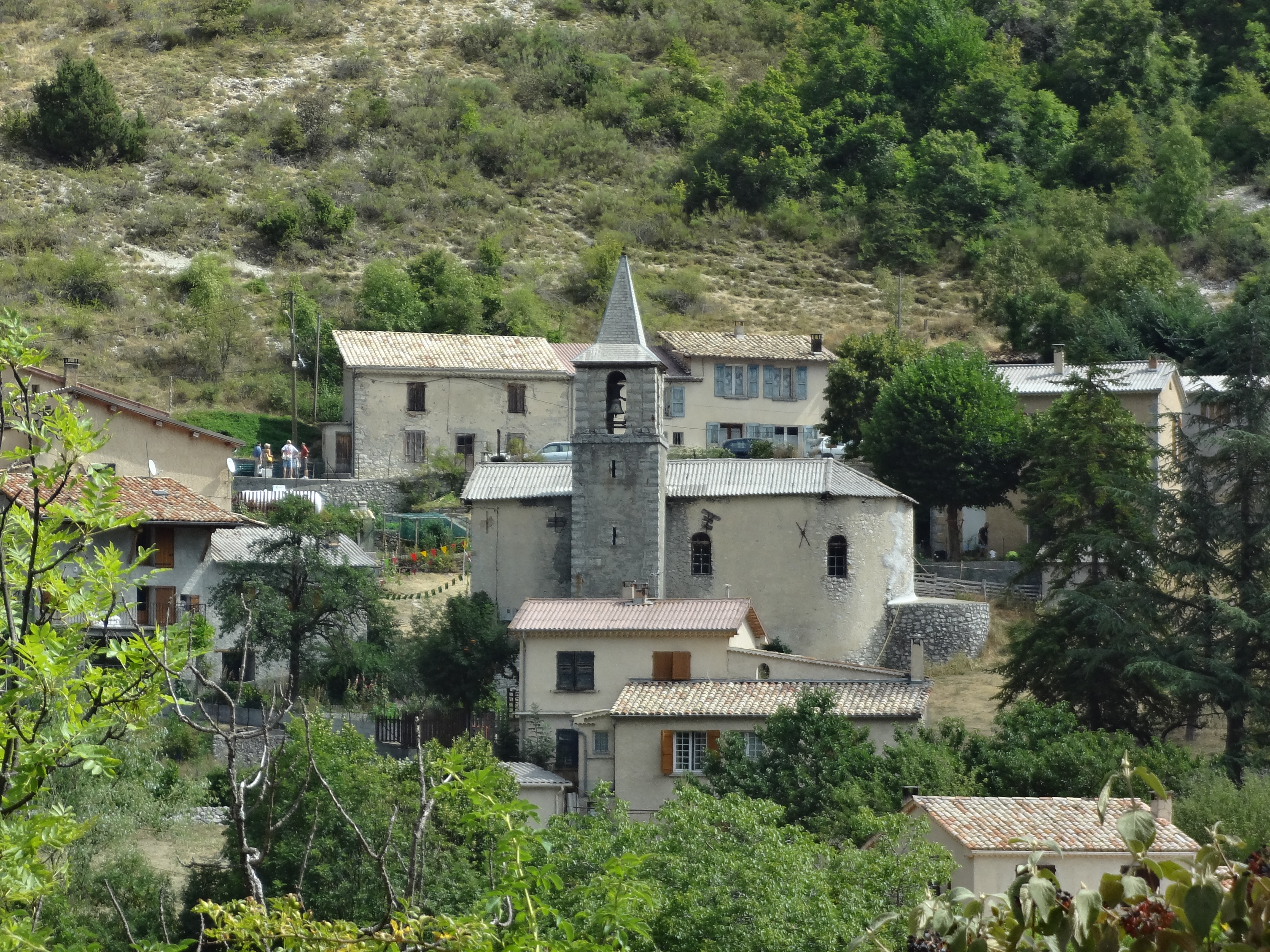
Kirche Saint-Laurent in Chavailles